# Regne de Saxònia

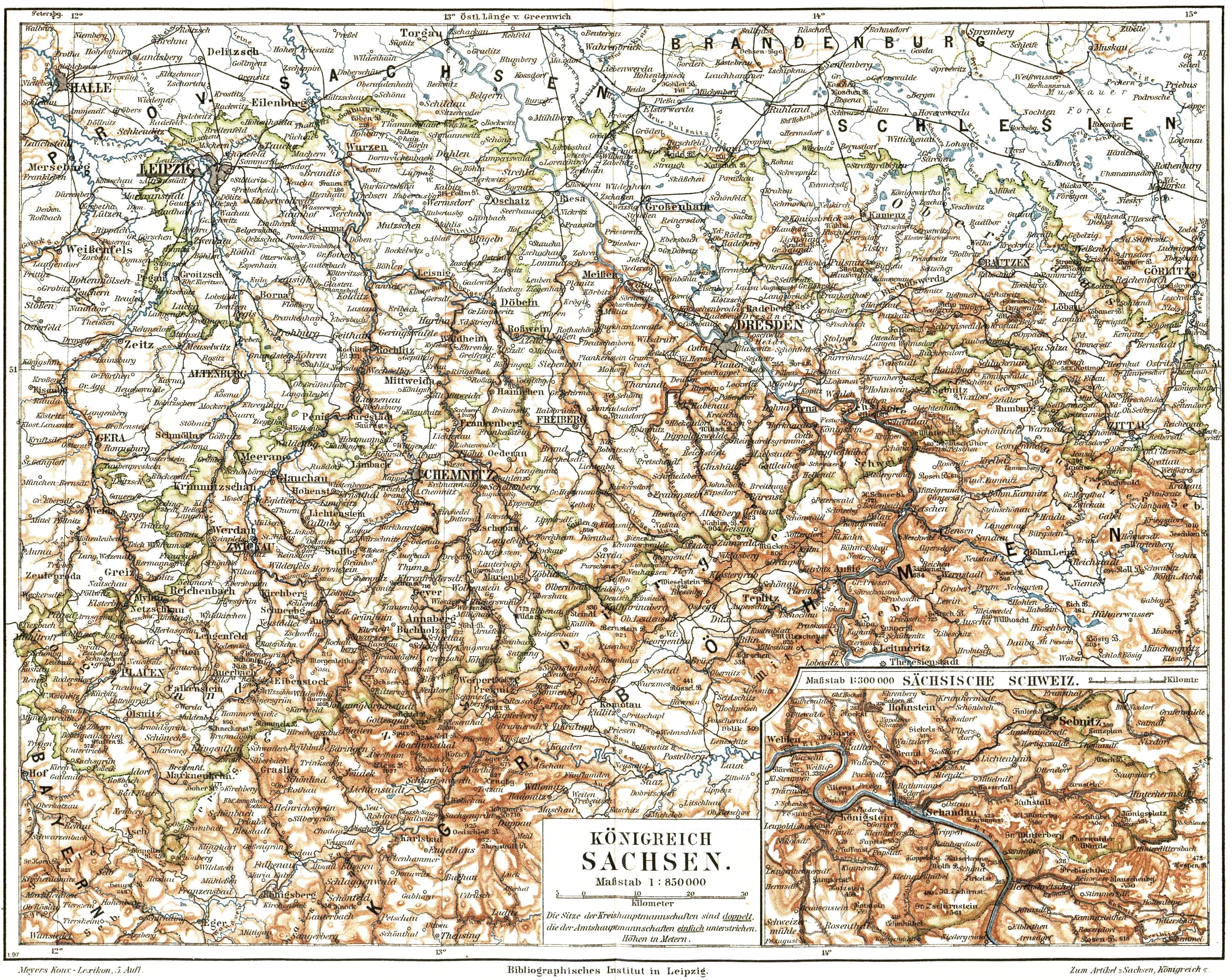
El Regne de Saxònia en 1895.

Posició de Saxònia al Segon Reich.

El Regne de Saxònia (en alemany: Königreich Sachsen), que va existir entre 1806 i 1918, va ser un membre independent de la Confederació del Rin, la Confederació Alemanya del Nord i finalment un dels 25 estats de l'Imperi Alemany. Tenia una superfície de 14.993 km² i la seva població era de 2.556.244 habitants el 1871 i de 4.202.216 en 1900. La seva capital era Dresden, anomenada la Florència de l'Elba (546.800 habitants el 1910, 515.000 el 1905).
La seva forma de govern era la monarquia constitucional hereditària, amb dues cambres que es reunien cada dos anys. La segona càmera tenia 82 diputats. El regne de Saxònia tenia quatre portaveus en el Consell Federal. La seva constitució datava del 4 de setembre de 1831, modificada posteriorment el 20 d'abril de 1892. El regne de Saxònia es va adherir a la Confederació Alemanya del Nord el 21 d'octubre de 1866 i va formar part del Segon Reich. Desapareix com a Estat el 1918 a conseqüència del Tractat de Versalles, i el seu territori a formar part de la República de Weimar.

## Reis de Saxònia
- 1806 - 1827 Frederic August I de Saxònia (* 1750, ! 1827), anteriorment Elector de Saxònia com  Frederic August III
- 1827 - 1836 Antoni I de Saxònia (* 1755, ! 1836).
- 1836 - 1854 Frederic August II de Saxònia (* 1797, ! 1854).
- 1854-1873 Joan I de Saxònia (* 1801, ! 1873).
- 1873-1902 Albert I de Saxònia (* 1828, ! 1902).
- 1902-1904 Jordi I de Saxònia (* 1832, ! 1904).
- 1904-1918 Frederic August III de Saxònia (* 1865, ! 1932).

## L'Era Napoleònica i la Confederació Alemanya
Abans de 1806 Saxònia era part de l'Sacre Imperi Romanogermànic, una entitat mil·lenària que havia aspirat una vegada a ser un sol estat, però s'havia descentralitzat altament amb els segles. Els dirigents de l'Electorat de Saxònia havien portat el títol d'elector per diversos segles. Després de la derrota de l'emperador Francesc II per Napoleó a la batalla d'Austerlitz, Napoleó crea la Confederació del Rin el 6 d'agost de 1806, que posa fi al Sacre Imperi Romanogermànic. Pel Tractat de Poznan l'electorat es va convertir en regne independent amb el suport de França, llavors la potència dominant a Europa central. L'últim elector de Saxònia es va convertir en el rei Frederic August I de Saxònia.
Frederic August I es va veure forçat per Prússia a participar en la Quarta Coalició, i va ser derrotat en la batalla de Jena (14 d'octubre de 1806), decidint fer la pau amb França pel seu compte. Napoleó li va atorgar a més a més el títol de Duc de Varsòvia (el seu avi havia estat rei de Polònia).
Es va convertir en aliat fidel de Napoleó. Les tropes dels seus dos estats van participar en les principals batalles, i es trobaven al seu costat quan va ser derrotat en la batalla de Leipzig (16 al 19 d'octubre de 1813), pràcticament l'únic estat alemany en el seu bàndol. Els aliats van considerar que Frederic August I havia perdut el seu tron, de manera que van posar el regne sota ocupació i administració russes. Probablement, això va ser degut més al desig prussià d'annexionar-se Saxònia que a qualsevol possible crim comès per Frederic August I, i el destí de Saxònia va ser un dels punts principals del Congrés de Viena. Al final va perdre el 40% dels seus territoris, incloent l'històricament significatiu Wittenberg, casa de la Reforma Protestant, que van ser annexionats per Prússia, però Frederic August I va recuperar el tron i el seu regne, que encara incloïa les ciutats principals de Dresden i Leipzig. El regne es va unir a la Confederació Alemanya del Nord, organització que va reemplaçar al Sacre Imperi i a la Lliga del Rin.

## La guerra Austro-Prussiana i l'Imperi Alemany
Durant la Guerra Austro-Prussiana de 1866, Saxònia s'alia amb Àustria, i l'exèrcit saxó va ser generalment l'únic aliat a prestar ajuda substancial a la causa d'Àustria, abandonant la defensa de la mateixa Saxònia per unir-se a l'exèrcit d'Àustria en Bohèmia. Aquesta eficàcia va permetre probablement que Saxònia escapés al destí d'altres estats alemanys del nord que es van aliar amb Àustria (principalment el Regne de Hannover), i que van ser annexats per Prússia després de la guerra. Els austríacs van insistir com punt de l'honor que Saxònia havia de salvar-se, i Prússia va accedir. Saxònia, però, es va adherir a la proposta prussiana Confederació Alemanya del Nord l'any següent. Amb la victòria de Prússia sobre França a la Guerra Franco-prussiana de 1871, els membres de la Confederació van ser organitzats per Otto von Bismarck en el Segon Reich, amb Guillem I com Kàiser (Emperador). Joan I de Saxònia, com a Rei titular, es va veure subordinat i havia de lleialtat a l'Emperador, encara que ell, com els altres prínceps alemanys, va conservar les prerrogatives d'un sobirà, incloent la capacitat d'establir relacions diplomàtiques amb altres estats. En aquell moment Saxònia era, de tots els estats alemanys, el de majors renda per capita i desenvolupament industrial.

## La fi del Regne
El net de Guillem I, Kàiser Guillem II d'Alemanya, va abdicar el 1918 com a resultat de la derrota d'Alemanya a la Primera Guerra Mundial. El rei Frederic August III de Saxònia el va seguir en l'abdicació i el Regne de Saxònia es va convertir en l'Estat Lliure de Saxònia dins de la recentment formada República de Weimar, tancant així una breu història com Regne.